# Baroness
Baroness est un groupe de sludge metal américain, originaire de Savannah, dans l'État de Géorgie. Les membres originels ont grandi ensemble à Lexington.

## Biographie

### Débuts (2003-2006)
Le groupe est formé en 2003 par les membres du groupe de punk/metal Johnny Welfare and the Paychecks. Pour le moment Baroness n'a pas dévoilé l'origine de leur nom.
Le chanteur John Baizley développe l'artwork des albums de Baroness mais aussi celui d'autres groupes et labels comme Darkest Hour, The Red Chord, Kylesa, Genghis Tron, Daughters, Torche, Kvelertak et Pig Destroyer.

### Red Album(2007-2008)

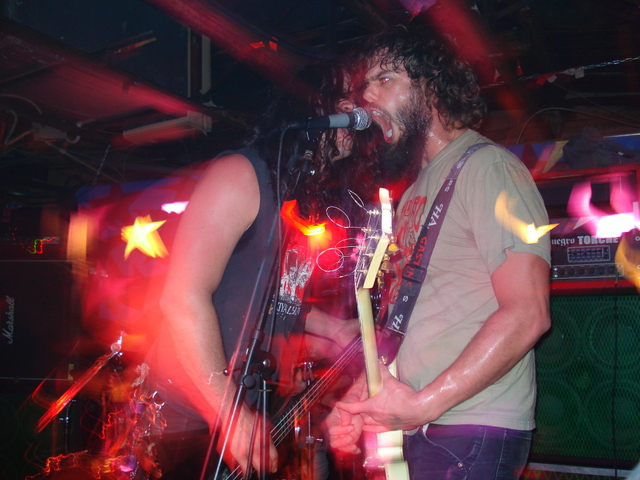
Baroness sur scène en 2007, avec le chanteur John et le bassiste Summer.

Leur premier album, intitulé Red Album, est enregistré en mars 2007. Cope de Kylesa continue de produire Baroness sur cet album. Red Album est publié le 4 septembre 2007 et est bien accueilli par la presse spécialisée. Il est élu album de l'année par le magazine américain de heavy metal Revolver. Le groupe joue en France à l'occasion du Hellfest 2008 (sur la discover stage).
Entre 2007 et 2009, Baroness tourne avec des groupes comme Converge, The Red Chord, High on Fire, Opeth, Coheed and Cambria, Coliseum, Mastodon, Minsk et Clutch.

### Blue Record(2009-2011)
Le 18 mai 2009, Baroness entre au Track Studio à Plano, au Texas, pour un enregistrer un deuxième album, Blue Record, produit par John Congleton (The Roots, Explosions in the Sky, Black Mountain, The Polyphonic Spree). Il est publié au label Relapse Records le 13 octobre 2009.
En février en mars 2010, Baroness joue au festival australien Soundwave, avec des groupes comme Clutch, Isis, Meshuggah, Jane's Addiction et Faith No More, et tourne au Japon en mars 2010 avec Isis. Baroness tourne avec d'autres groupes, comme Mastodon, en tournée américaine en avril et mai 2010, Deftones en août et septembre 2010. Baroness est choisi comme l'un des deux soutiens (l'autre étant Lamb of God) à Metallica pour leur tournée australienne et néo-zélandaise à la fin de 2010. Baroness joue aussi au Coachella et Bonnaroo en 2010,. Blue Record sera plus tard élu comme l'un des 20 meilleurs albums de metal de l'histoire par le journal LA Weekly en 2013.

### Yellow and Green(2011-2014)
Le 23 mai 2011, le groupe lance son site web officiel. Ils y présente un nouvel album produit aux côtés de John Congleton.
Le 14 mai 2012, le single Take My Bones Away du nouvel album est publié sur YouTube et un teaser de l'album.
Baroness publie l'album Yellow and Green le 17 juillet 2012 au label Relapse Records
En août 2012, lors d'une tournée au Royaume-Uni, le groupe est victime d'un grave accident de la route à proximité de Bath, leur bus de tournée chutant d'un viaduc. Une conséquence directe de cet accident est le départ du groupe, annoncé le 25 mars 2013, du batteur Allen Blickle et du bassiste Matt Maggioni. John Baizley se brise le bras et la jambe gauches. Allen Blickle et Matt Maggioni souffrent de fractures vertébrales. Pete Adams est hospitalisé le 12 août 2012.
Plusieurs mois après l'accident, Baroness recommence à tourner. John Baizley joue de l'acoustique les 14, 15 et 16 mars 2013 au SXSW d'Austin, au Texas. Baroness se prépare aussi à jouer dans des festivals tels que le Chaos in Tejas, le Free Press Summer Festival et le Heavy MTL à Montréal, au Québec. Allen Blickle (batterie) et Matt Maggioni (basse) quittent ensuite Baroness. Le 27 septembre 2013, ils démarrent une tournée européenne à Tilbourg, aux Pays-Bas.

### Purple(depuis 2015)
Le 28 août 2015, ils publient la chanson Chlorine and Wine et annoncent leur nouvel album Purple pour le 18 décembre 2015 sur leur nouveau label Abraxan Hymns. Purple est enregistré avec Dave Fridmann aux Tarbox Road Studios à Cassadaga, New York. Le 24 septembre 2015, Baroness publie le clip de la chanson Chlorine and Wine et annonce une tournée américaine à la fin de 2015. Le 15 novembre 2015, le groupe publie le single Shock Me de leur nouvel album Purple, qui débute au Rock Show de BBC Radio 1 avec Daniel P. Carter.

## Membres

### Membres actuels
- John Dyer Baizley – guitare, chant (depuis 2003)
- Gina Gleason – guitare, chant (depuis 2017[29])
- Nick Jost - basse (depuis 2013)
- Sebastian Thomson - batterie, percussions (depuis 2013)

### Anciens membres
- Summer Welch – basse (2003-2012)
- Tim Loose – guitare (2003–2005)
- Brian Blickle – guitare (2006–2008)
- Peter Adams – guitare, chant (2008–2017)
- Allen Blickle – batterie (2003-2013)
- Matt Maggioni – basse (2012-2013)